# Puerto Iguazú
Puerto Iguazú est une ville de la province de Misiones, en Argentine à l'extrême nord du pays.

## Géographie
Elle est située à la confluence du Rio Iguaçu et du Rio Paraná, le premier marquant la frontière avec le Paraguay, tandis que le second fixe la frontière avec le Brésil.
Sa population s'élevait à 31 715 habitants en 2001.

## Transports
Un ouvrage au nord de la ville, le « pont international de la Fraternité » permet de franchir le Rio Iguaçu et atteindre la ville brésilienne Foz do Iguaçu, et rejoint la route nationale 12 argentine à la BR-469 brésilienne.
La ville possède également un aéroport.

## Tourisme
Puerto Iguazú possède une bonne infrastructure pour le tourisme.
Curiosités à voir :
- Chutes de l'Iguazú qui se trouve à 18 km en aval de la ville, au nord du département homonyme.
- Parc national de l'Iguazú
- la Triple frontière
- Pont international de la Fraternité (ou « Pont international Tancredo Neves »)
- Région des Aguas Grandes

## Religion
Puerto Iguazú est le siège épiscopal d'un diocèse avec la cathédrale Notre-Dame-du-Carmel.